# Libúcio
Libúcio (em latim: Libutius; Séc. X, ? - 15 de fevereiro ou março de 961, Sacro Império Romano-Germânico) foi o primeiro bispo dos "Rúgios" (959 ou 960-961).

## Biografia
Era monge beneditino do mosteiro de Santo Albano em Mainz. No Natal de 959 ou 960 foi consagrado bispo dos "Rúgios" por Adaldague, arcebispo de Hamburgo-Bremen. Em 959, a Grã-duquesa Olga de Kiev enviou uma embaixada à corte do rei Oto I e solicitou o envio de uma missão à Rússia chefiada pelo bispo. Olga queria, aparentemente, impedir que a Rússia caísse na esfera de influência de Bizâncio, ou hesitou com a escolha de uma parceria estratégica, seja com o emergente Império Germânico, seja com o Bizantino. No entanto, por razões desconhecidas, o bispo recém-eleito nunca chegou à Rússia.
Pouco tempo depois, no início de 961, o bispo Libúcio morreu. Ele foi sucedido por Adalberto, segundo bispo dos "Rúgios", que mais tarde se tornou o primeiro arcebispo de Magdeburgo.